# Saison 2 de Good Doctor
Chronologie
Saison 1 Saison 3
Cet article présente le guide des dix-huit épisodes de la deuxième saison de la série télévisée américaine Good Doctor.

## Généralités
- Aux États-Unis, cette deuxième saison est diffusée depuis le 24 septembre 2018 sur le réseau ABC.
- Au Canada, la saison est diffusée en simultané sur le réseau CTV.
- En France, les deux premiers épisodes sont diffusés dès le 6 novembre 2018 et le reste de la saison est diffusée dès le 11 septembre 2019 sur TF1.

## Distribution

### Acteurs principaux
- Freddie Highmore (VF : Antoine Schoumsky) : Dr Shaun Murphy
- Antonia Thomas (VF : Aurélie Konaté) : Dr Claire Browne
- Nicholas Gonzalez (VF : Stéphane Fourreau) : Dr Neil Melendez
- Hill Harper (VF : Daniel Njo Lobé) : Dr Marcus Andrews
- Richard Schiff (VF : Gabriel Le Doze) : Dr Aaron Glassman
- Tamlyn Tomita (VF : Yumi Fujimori) : Allegra Aoki
- Christina Chang (VF : Danièle Douet) : Dr Audrey Lim[1]
- Fiona Gubelmann (VF : Aurore Bonjour) : Dr Morgan Reznick[1]
- Will Yun Lee (VF : Olivier Chauvel) : Dr Alex Park[1]
- Paige Spara (VF : Adeline Moreau) : Lea Dilallo[1]

### Acteurs récurrents et invités
- Sheila Kelley (VF : Véronique Augereau) : Debbie Wexler[1]
- Lisa Edelstein : Dr Marina Blaize[2]
- Daniel Dae Kim : Dr Jackson Han
- Jasika Nicole (VF : Amelia Ewu) : Dr Carly Lever
- Chuku Modu (VF : Pascal Nowak) : Dr Jared Kalu[3] (épisode 1)

## Épisodes

### Épisode 1:Adieux et retrouvailles
- États-Unis /  Canada : 24 septembre 2018 sur ABC[4] / CTV
- Belgique : 5 novembre 2018 sur La Une
- France : 6 novembre 2018 sur TF1[5]
- Suisse : 12 mai 2019 sur RTS Un

- États-Unis : 7,35 millions de téléspectateurs[6] (première diffusion)
- Canada : 2,634 millions de téléspectateurs[7] (première diffusion + différé 7 jours)
- France : 5,76 millions de téléspectateurs[8] (première diffusion)
- Belgique : 415 734 téléspectateurs

### Épisode 2:Pieux mensonges
- États-Unis /  Canada : 1er octobre 2018 sur ABC / CTV
- Belgique : 5 novembre 2018 sur La Une
- France : 13 novembre 2018 sur TF1
- Suisse : 12 mai 2019 sur RTS Un

- États-Unis : 7,20 millions de téléspectateurs[9] (première diffusion)
- Canada : 2,644 millions de téléspectateurs[10] (première diffusion + différé 7 jours)
- France : 5,348 millions de téléspectateurs[8](première diffusion)
- Belgique : 415 734 téléspectateurs

### Épisode 3:36 heures de garde
- États-Unis /  Canada : 8 octobre 2018 sur ABC / CTV
- Belgique : 5 septembre 2019 sur La Une
- France : 11 septembre 2019 sur TF1
- Suisse : 19 mai 2019 sur RTS Un[11]

- États-Unis : 7,18 millions de téléspectateurs[12] (première diffusion)
- Canada : 2,744 millions de téléspectateurs[13] (première diffusion + différé 7 jours)
- France : 4,54 millions de téléspectateurs[14](première diffusion)

### Épisode 4:La vie, c'est une vacherie
- États-Unis /  Canada : 15 octobre 2018 sur ABC / CTV
- Belgique : 5 septembre 2019 sur La Une
- France : 11 septembre 2019 sur TF1
- Suisse : 19 mai 2019 sur RTS Un[11]

- États-Unis : 6,68 millions de téléspectateurs[15] (première diffusion)
- Canada : 2,705 millions de téléspectateurs[16] (première diffusion + différé 7 jours)
- France : 3,78 millions de téléspectateurs[14](première diffusion)

### Épisode 5:Deux poids, deux mesures
- États-Unis /  Canada : 29 octobre 2018 sur ABC / CTV
- France : 18 septembre 2019 sur TF1
- Suisse : 26 mai 2019 sur RTS Un

- États-Unis : 6,79 millions de téléspectateurs[17] (première diffusion)
- Canada : 2,503 millions de téléspectateurs[18] (première diffusion + différé 7 jours)
- France : 4,37 millions de téléspectateurs[19](première diffusion)

### Épisode 6:Une oreille attentive
- États-Unis /  Canada : 5 novembre 2018 sur ABC / CTV
- France : 18 septembre 2019 sur TF1
- Suisse : 26 mai 2019 sur RTS Un

- États-Unis : 6,53 millions de téléspectateurs[20] (première diffusion)
- Canada : 2,559 millions de téléspectateurs[21] (première diffusion + différé 7 jours)
- France : 3,87 millions de téléspectateurs[19](première diffusion)

### Épisode 7:Le Poisson rouge
- États-Unis /  Canada : 12 novembre 2018 sur ABC / CTV
- France : 25 septembre 2019 sur TF1
- Suisse : 2 juin 2019 sur RTS Un

- États-Unis : 6,53 millions de téléspectateurs[22] (première diffusion)
- Canada : 2,48 millions de téléspectateurs[23] (première diffusion + différé 7 jours)
- France : 4,52 millions de téléspectateurs[24](première diffusion)

### Épisode 8:L'Entière Vérité
- États-Unis /  Canada : 19 novembre 2018 sur ABC / CTV
- France : 25 septembre 2019 sur TF1
- Suisse : 2 juin 2019 sur RTS Un

- États-Unis : 6,84 millions de téléspectateurs[25] (première diffusion)
- Canada : 2,623 millions de téléspectateurs[26] (première diffusion + différé 7 jours)
- France : 3,86 millions de téléspectateurs[24](première diffusion)

### Épisode 9:Les Limites de l'empathie
- États-Unis /  Canada : 26 novembre 2018 sur ABC / CTV
- France : 2 octobre 2019 sur TF1
- Suisse : 9 juin 2019 sur RTS Un

- États-Unis : 6,67 millions de téléspectateurs[27] (première diffusion)
- Canada : 2,609 millions de téléspectateurs[28] (première diffusion + différé 7 jours)
- France : 4,60 millions de téléspectateurs[29](première diffusion)

### Épisode 10:Mise en quarantaine, première partie
- États-Unis /  Canada : 3 décembre 2018 sur ABC / CTV
- France : 2 octobre 2019 sur TF1
- Suisse : 9 juin 2019 sur RTS Un

- États-Unis : 6,97 millions de téléspectateurs[30] (première diffusion)
- Canada : 2,863 millions de téléspectateurs[31] (première diffusion + différé 7 jours)
- France : 4,12 millions de téléspectateurs[29](première diffusion)

### Épisode 11:Mise en quarantaine, deuxième partie
- États-Unis /  Canada : 14 janvier 2019 sur ABC[32] / CTV
- France : 9 octobre 2019 sur TF1
- Suisse : 16 juin 2019 sur RTS Un

- États-Unis : 6,26 millions de téléspectateurs[33] (première diffusion)
- France : 4,44 millions de téléspectateurs[34](première diffusion)

### Épisode 12:Le Calme après la tempête
- États-Unis /  Canada : 21 janvier 2019 sur ABC / CTV
- France : 9 octobre 2019 sur TF1
- Suisse : 16 juin 2019 sur RTS Un

- États-Unis : 6,27 millions de téléspectateurs[35] (première diffusion)
- France : 3,86 millions de téléspectateurs[34](première diffusion)

### Épisode 13:Amour et amitié
- États-Unis /  Canada : 28 janvier 2019 sur ABC / CTV
- France : 16 octobre 2019 sur TF1
- Suisse : 23 juin 2019 sur RTS Un

- États-Unis : 6,58 millions de téléspectateurs[36] (première diffusion)
- France : 4,47 millions de téléspectateurs[37](première diffusion)

### Épisode 14:Pèlerinage
- États-Unis /  Canada : 4 février 2019 sur ABC / CTV
- France : 16 octobre 2019 sur TF1
- Suisse : 23 juin 2019 sur RTS Un

- États-Unis : 5,96 millions de téléspectateurs[38] (première diffusion)
- France : 3,95 millions de téléspectateurs[37](première diffusion)

### Épisode 15:Le Nouveau Chef
- États-Unis /  Canada : 18 février 2019 sur ABC / CTV
- France : 23 octobre 2019 sur TF1
- Suisse : 23 juin 2019 sur RTS Un

- États-Unis : 6,23 millions de téléspectateurs[39] (première diffusion)
- France : 4,36 millions de téléspectateurs[40](première diffusion)

### Épisode 16:Guérison divine
- États-Unis /  Canada : 25 février 2019 sur ABC / CTV
- France : 23 octobre 2019 sur TF1
- Suisse : 27 octobre 2019 sur RTS Un

- États-Unis : 6,73 millions de téléspectateurs[41] (première diffusion)
- France : 3,95 millions de téléspectateurs[40](première diffusion)

### Épisode 17:Je suis chirurgien
- États-Unis /  Canada : 4 mars 2019 sur ABC / CTV
- France : 30 octobre 2019 sur TF1
- Suisse : 27 octobre 2019 sur RTS Un

- États-Unis : 6,73 millions de téléspectateurs[42] (première diffusion)
- France : 4,23 millions de téléspectateurs[43](première diffusion)

### Épisode 18:Et ils vécurent heureux
- États-Unis /  Canada : 11 mars 2019 sur ABC / CTV
- France : 30 octobre 2019 sur TF1
- Suisse : 27 octobre 2019 sur RTS Un

- États-Unis : 7,78 millions de téléspectateurs[44] (première diffusion)
- France : 3,98 millions de téléspectateurs[43](première diffusion)